# Celebeszi vitézsas
A celebeszi vitézsas (Nisaetus lanceolatus) a madarak (Aves) osztályának a vágómadár-alakúak (Accipitriformes) rendjébe, ezen belül a vágómadárfélék (Accipitridae) családjába tartozó faj.

## Rendszerezése
A fajt Coenraad Jacob Temminck és Hermann Schlegel írták le 1844-ben, a Spizaetus nembe Spizaetus lanceolatus néven.

## Előfordulása
Délkelet-Ázsiában, az Indonéziához tartozó Celebesz szigetén honos. Természetes élőhelyei a szubtrópusi és trópusi síkvidéki és hegyi esőerdők. Állandó, nem vonuló faj.

## Megjelenése
Testhossza 64 centiméter, szárnyfesztávolsága 110-135 centiméter. A kifejlett példányoknak barna a feje és a melle, a fiataloké fehér.

## Természetvédelmi helyzete
Az elterjedési területe nagyon nagy, egyedszáma 670-6700 példány közötti és csökken, de még nem éri el a kritikus szintet.  A Természetvédelmi Világszövetség Vörös listáján nem fenyegetett fajként szerepel.